# Squamosa
Squamosa is een geslacht van vlinders van de familie slakrupsvlinders (Limacodidae).

## Soorten
- S. ferruginea Bethune-Baker, 1908
- S. ocellata (Moore, 1879)